# Novîi Podil, Icinea
Novîi Podil (în ucraineană Новий Поділ) este un sat în comuna Krupîcipole din raionul Icinea, regiunea Cernihiv, Ucraina.

## Demografie
Componența lingvistică a localității Novîi Podil
     Ucraineană (99,02%)
     Alte limbi (0,98%)
Conform recensământului din 2001, majoritatea populației localității Novîi Podil era vorbitoare de ucraineană (99,02%), existând în minoritate și vorbitori de alte limbi.